# 제스티
제스티(1992년 9월 26일 ~)는 대한민국의 가수다. 2017년 싱글 《느낌 있게 걸어》로 데뷔했다.

## 학력
- 용인한국외국어대학교부설고등학교 중국어과 졸업
- 연세대학교 중어중문학과 졸업

## 방송
- 쇼미더머니 5 (2016) - 1차 예선 탈락
- 쇼미더머니 6 (2017) - 3차 예선 탈락
- 쇼미더머니 777 (2018) - 2차 예선 탈락
- 쇼미더머니 8 (2019) - Top87

## 음반
- 느낌 있게 걸어 (2017)
- Run Up (2018)
- 연예인 (2018)
- 내 맘대로 (2019)
- 새벽주행 (2019)
- MOM'S CAR (2019)
- 타이밍 (2020)

## 공연
- 독도수호힙합페스티벌 (2017)